# 3-й стрелковый Его Величества лейб-гвардии полк
Лейб-гвардии 3-й стрелковый Его Величества полк — пехотный полк Русской императорской гвардии. 

## История
- 29.06.1799 — из заслуженных чинов гвардии, неспособных переносить трудности военной службы, сформирован лейб-гвардии гарнизонный батальон в составе 3-х рот;
- 23.07.1824 — сформирована Гвардейская инвалидная бригада в составе лейб-гвардии гарнизонного батальона и гвардейских инвалидных рот;
- 08.08.1859 — управление командира Гвардейской инвалидной бригады упразднено; гвардейские инвалидные роты переформированы в команды при штабах и управлениях Гвардейского корпуса, а также при полках и полковых госпиталях;
- 06.05.1874 — из лейб-гвардии гарнизонного батальона сформирован кадровый батальон лейб-гвардии Резервного пехотного полка;
- 03.01.1897 — кадровый батальон развёрнут в лейб-гвардии Резервный пехотный полк;
- 26.07.1902 — лейб-гвардии Резервный пехотный полк переименован в лейб-гвардии Стрелковый полк;
- 16.05.1910 — наименован лейб-гвардии 3-й стрелковый полк;
- 06.12.1910 — наименован лейб-гвардии 3-й стрелковый Его Величества полк;
- 04.03.1917 — наименован лейб-гвардии 3-й стрелковый полк;
- май 1918 — полк расформирован.

Участие в боевых действиях
Полк - активный участник сражения в ноябре 1914 г. под Краковым, в июле 1915 г. под Красноставом, Виленской операции в августе - сентябре 1915 г., Битве на Стоходе в июле 1916 г.

## Знамя полка
- 11 июня 1827 года лейб-гвардии гарнизонному батальону пожалованы Георгиевские знамёна. На знамёнах была надпись: «В воспоминание подвигов Гвардейских войск в 1812, 1813 и 1814 годах». Крест и углы белые, древки также белые.
- В 1877 году 2-му, 3-му и 4-му батальонам Лейб-Гвардии Гарнизонного полка пожалованы Георгиевские знамёна гвардейского образца 1857 года (крест жёлтый, медальоны красные).
- Лейб-Гвардии Резервному полку в 1899 году пожаловано Георгиевское юбилейное знамя с образом Святого Николая Чудотворца. Полотнище знамени красное с серебром, кайма красная.

## Полковой храм
Первоначально офицеры и солдаты полка молились в Адмиралтейском соборе. 13 мая 1897 года в полковом манеже за Мариинским дворцом была заложена церковь. Работы велись по проекту инженер-капитана Н. И. Полешко на средства, собранные офицерами и пожертвованные купцом А. Я. Липскеровым. Освящение храма 25 январь 1898 года в честь святителя Николая Чудотворца совершил протопресвитер А. А. Желобовский в сослужении протоиерея Иоанна Сергиева. На торжестве присутствовал Николай II. Церковь отделялась от остального помещения раздвижной перегородкой. В храме был одноярусный бело-золотой иконостас. Утварь была подарена командиром лейб-гвардии Московского полка генерал-майором А. И. Дзичканцом, а Ю. С. Нечаев-Мальцев пожертвовал два больших подсвечника из цветного хрусталя. Со стороны Казанской улицы над воротами находилась звонница с главкой. В 1901 году в храме был проведён ремонт. Церковь была закрыта 27 мая 1922 года. Здание было передано спортивной школе.
В связи с планами перемещения полка в Царское Село, для него в 1914 году начали строить комплекс казарм в виде крепости в ростовском стиле. Согласно проекту В. А. Покровского, между центральными башнями планировалось возвести надвратную полковую церковь. Однако достроить здание к 1917 году не удалось, и она окончательно была снесена к 1950-м годам.

## Шефы
- 06.05.1873 — 04.03.1917 — великий князь Николай Александрович (с 02.11.1894 г. — Император Николай II)

## Командиры
- ??.??.1800 — 06.07.1801 — полковник Арбузов, Порфирий Фёдорович
- 06.07.1801 — 23.06.1802 — полковник Муханов, Николай Терентьевич
- 23.06.1802 — 28.11.1807 — полковник Ситман, Иван Иванович
- 04.12.1807 — 03.06.1822 — полковник (с 01.01.1818 генерал-майор) Гордеев, Афанасий Демидович
- 03.06.1822 — 27.07.1824 — генерал-майор Ратков (Ратьков), Авраам Петрович
- 27.07.1824 — 06.12.1835 — полковник (с 22.08.1826 генерал-майор) Меринский, Матвей Васильевич
- 06.12.1835 — 16.12.1846 — полковник (с 01.01.1837 генерал-майор) Ведемейер, Пётр Александрович
- 16.12.1846 — 11.08.1858 — полковник (с 26.08.1856 генерал-майор) Бураков, Пётр Васильевич
- 11.08.1858 — 30.10.1859 — полковник Гусев, Павел Петрович
- 10.11.1859 — 13.02.1868 — полковник (с 30.08.1865 генерал-майор) Львов, Пётр Ефремович
- 13.02.1868 — 22.09.1878 — полковник (с 16.04.1872 генерал-майор) Бабкин, Николай Данилович
- 10.11.1878 — 18.05.1887 — полковник (с 30.08.1882 генерал-майор) Долуханов, Хозрев Мирзабекович
- 18.05.1887 — 08.10.1889 — полковник (с 30.08.1888 генерал-майор) фон Энден, Пётр Петрович
- 08.10.1889 — 07.05.1891 — генерал-майор Бибиков, Евгений Михайлович
- 07.05.1891 — 31.05.1895 — генерал-майор Дзичканец, Алексей Иосифович[9]
- 31.05.1895 — 13.03.1900 — генерал-майор фон Лизарх-Кенигк, Александр-Владимир Александрович
- 13.03.1900 — 08.11.1903 — генерал-майор Кашерининов, Владимир Михайлович
- 23.01.1904 — 17.11.1907 — полковник (с 06.12.1904 генерал-майор, с 08.12.1906 в Свите Е. И. В.) Бакулин, Владимир Дмитриевич
- 17.11.1907 — 24.09.1913 — генерал-майор (с 06.12.1912 в Свите) Чебыкин, Александр Нестерович
- 24.09.1913 — 17.12.1915 — генерал-майор Усов, Адриан Владимирович
- 28.01.1916 — 20.08.1916 — полковник (с 10.04.1916 генерал-майор) Кривицкий, Николай Николаевич
- 20.08.1916 — 25.04.1917 — генерал-майор Семёнов, Иосиф Владимирович
- 26.05.1917 — хх.04.1918 — командующий полковник Штерн фон Гвяздовский, Николай Иванович

Интересные факты
В 1915 г. в одной из рот полка появился свой (официально утверждённый) пулемётный взвод, укомплектованный трофейными германскими пулемётами.